# Johann Hartmann Misler
Johann Hartmann Misler (* 12. Juli 1642 in Marburg; † 22. März 1698 in Verden) war ein deutscher lutherischer Theologe und Dichter (1676 poeta laureatus).

## Leben
Johann Hartmann Misler war der Sohn des Theologen Johann Nikolaus Misler, Professor an den Universitäten Marburg und Gießen, und Vater des Theologen Johann Gottfried Misler (1679–1748).
Nach dem Theologiestudium an den Universitäten Gießen und Wittenberg wurde Misler 1665 Rektor in Worms. 1684 ging er nach Stade, wo er zuerst Rektor und 1685 Pastor an St. Pancratius wurde. 1691 Superintendent des Herzogtums Verden.
Misler dichtete lateinische Gelegenheitsgedichte, später überwiegend deutsche Kirchenlieder, von denen einige in zeitgenössische Gesangbücher aufgenommen wurden. Philipp von Zesen nahm ihn 1671 in die Deutschgesinnte Genossenschaft auf (Nr. 103: Der Deutschgesinnete).